# Letheobia pembana
Letheobia pembana är en ormart som beskrevs av Broadley och Wallach 2007. Letheobia pembana ingår i släktet Letheobia och familjen maskormar. Inga underarter finns listade i Catalogue of Life.
Denna orm förekommer endemisk på ön Pemba som tillhör Tanzania. Öns högsta punkt ligger 100 meter över havet. Arten lever i gräsmarker och den besöker odlingsmark. Honor lägger antagligen ägg.
Fram till 2014 var endast ett exemplar känt. IUCN listar arten med kunskapsbrist (DD).